# Bangasternus
Bangasternus  (лат.) — род долгоносиков из подсемейства Lixinae.

## Описание
Переднегрудь перед тазиками с бороздкой, края которой резко приподняты и образуют желобок для вкладывания головотрубки. Коготки иногда неравной длины. Тело покрывают волосовидные чешуйки, расщеплёнными до основания.